# オオナンバンギセル
オオナンバンギセル（大南蛮煙管、学名：Aeginetia sinensis ）はハマウツボ科ナンバンギセル属の一年草の寄生植物。別名、ヤマナンバンギセル。

## 特徴
ススキやノガリヤスなどのイネ科の単子葉植物の根に寄生する。根は寄主の根に食い込んで栄養分を吸収する。地上にはほとんど出ない茎はごく短く、数個の鱗片葉があり、その上部の鱗片葉の腋から花柄を長く伸ばす。
同属のナンバンギセルに似るが、それより大型で、花柄は径3-4mmとやや太く、長さは20-30cmになる。萼は、ナンバンギセルは先端が尖るが、本種の先端は鈍く、長さは3-5cmになる。
花期は7-9月。花柄の先端に横を向いた大きな紅紫色の花を1個つける。花冠は長さ4-6cmの太い筒型で、先端が5裂し唇形となり、花冠裂片の縁には細かい歯牙がある。ナンバンギセルの花冠裂片の縁は全縁となる。蒴果は卵球状になり、多量の細かい種子がある。

## 分布と生育環境
日本では、本州、四国、九州に分布し、深山の草地に生育する。アジアでは、中国の中部に分布する。

## 品種
- シロバナオオナンバンギセル Aeginetia sinensis G.Beck f. albiflora K.Asano